# Dizzy (chanson d'Olly Alexander)
Pour les articles homonymes, voir Dizzy.
Chansons représentant le Royaume-Uni au Concours Eurovision de la chanson
I Wrote a Song
(2023)
Clip vidéo
[vidéo] « Dizzy », sur YouTube
Dizzy (« Étourdi » en anglais) est une chanson de l'auteur-compositeur-interprète et acteur anglais Olly Alexander sortie en 2024. Il s'agit de son premier single sous son propre nom.
Elle représente le Royaume-Uni au Concours Eurovision de la chanson 2024 à Malmö, en Suède. 

## Contexte
Après l'annonce de sa participation à l'Eurovision le 16 décembre 2023, Olly Alexander dévoile le 7 février 2024 le titre de la chanson qui sortira le 1er mars 2024,.
Il s'agit de son premier single sous son propre nom après la dissolution du groupe Years and Years.

## À l'Eurovision
Le Royaume-Uni étant membre du Big Five, la chanson est directement qualifiée pour la finale du 11 mai 2024. Après son passage en 13e position, elle obtient 46 points — aucun par le télévote — et se classe 18e.